# Młynkowska Rzeka
Młynkowska Rzeka – rzeka, lewy dopływ Drzewiczki o długości 22,08 km.
Wypływa z lasów koneckich w okolicach wsi Boków i kieruje się na południe, po czym gwałtownie zmienia kierunek na zachodni. Dalej płynie przez miejscowości: Piasek, Stara Kuźnica i Młynek Nieświński. W dolnym biegu przyjmuje dwa lewe dopływy: w okolicach miejscowości Kornica Czystą, a następnie, na zachód od wsi Bębnów, Gracuśną. Dalej płynie w kierunku północnym i w okolicach wsi Ruda Białaczowska wpada do Drzewiczki.